# رسکو، لهستان
رِسکو (لهستانی: Resko؛ ‏ تلفظ لهستانی: [ˈrɛskɔ]) یک شهر و گمینا در لهستان است که در گمینا رسکو واقع شده‌است. رسکو ۴٫۴۹ کیلومتر مربع مساحت و ۴٬۳۷۷ نفر جمعیت دارد.